# Kelvin Coslett
Pas d'image ? Cliquez ici

a Compétitions nationales et continentales officielles uniquement.

b Matchs officiels uniquement.
Thomas Kelvin « Kel » Coslett, né le 14 janvier 1942 à Bynea, est un joueur  de rugby à XV et rugby à XIII gallois devenu entraîneur évoluant au poste d'arrière dans les années 1960 et 1970.

## Carrière
Après avoir débuté au rugby à XV à Aberavon RFC et été international gallois, Kel Coslett change de code pour passer au rugby à XIII, il rejoint alors St Helens RLFC où il y devient l'un des joueurs les plus influents du club, il y détient le record de points marqués dans l'histoire du club et a été élu homme du match lors de la finale de la coupe d'Angleterre en 1972. Il a également été international gallois à XIII. Après sa carrière de joueur, il devient entraîneur à Rochdale Hornets, Wigan Warriors et St Helens RLFC dans les années 1970 et 1980.